# Crece
Crece es el sexto disco de la banda Kapanga, lanzado a las ventas en 2007. Fue grabado en estudios Circo Beat y mezclado en Estudios Panda en julio y agosto de ese mismo año. Cuenta con 15 canciones, entre las que se encuentran los cortes "Contramano", "Mesa 4", "Un lugar", y "Crece". 

## Lista de temas
1. Contramano
2. Para mí
3. Mesa 4
4. Un lugar
5. Perdóname
6. Para vos
7. Quiero
8. Hombres rata
9. Me voy yendo
10. Murmullo
11. Crece
12. Una nube
13. Marcel Marceau
14. YAPA 1: Para mí (Versión Demo 2001)
15. YAPA 2: Crece (Acústico)

- Datos: Q16303014